# (6529) Rhoads
(6529) Rhoads es un asteroide perteneciente al cinturón de asteroides, región del sistema solar que se encuentra entre las órbitas de Marte y Júpiter.
Fue descubierto el 14 de diciembre de 1993 desde el Observatorio Palomar.

## Designación y nombre
Designado provisionalmente como 1993 XR2, fue nombrado en honor a R. Rhoads Stephenson por sus importantes contribuciones al avance de la tecnología necesaria y utilizada para la exploración del espacio exterior por naves espaciales robóticas. Ingeniero mecánico de formación, fue subdirector del Laboratorio de Propulsión a Chorro del Instituto Tecnológico de California, donde fue responsable del desarrollo y la aplicación de tecnología que apoya ampliamente la misión de exploración espacial de los Estados Unidos. Ha publicado en las áreas de seguimiento y determinación de órbitas desde la Tierra, técnicas de evaluación de órbitas, control de actitud y articulación de naves espaciales, computadoras de vuelo, telerrobótica, energía espacial y propulsión eléctrica.

## Características orbitales
Rhoads está situado a una distancia media del Sol de 2,345 ua, pudiendo alejarse hasta 2,651 ua y acercarse hasta 2,040 ua. Su excentricidad es 0,130 y la inclinación orbital 6,520 grados. Emplea 1311,90 días en completar una órbita alrededor del Sol.

## Características físicas
La magnitud absoluta de Rhoads es 14,04. Tiene 4,309 km de diámetro y su albedo se estima en 0,455.